# Полет 5022 на „Спанеър“
Полет 5022 на „Спанеър“ е редовен вътрешен пътнически полет от летище „Барселона-Ел Прат“, Барселона, до летище „Гран Канария“, Гран Канария, Испания, с междинно кацане на летище „Мадрид-Барахас“, Мадрид, управляван от „Спанеър“‎. На 20 август 2008 г. в 14:24 ч. централноевропейско лятно часово време самолетът „Макдонъл Дъглас MD-82“, който лети по маршрута, се разбива точно след излитане от писта 36L на летище „Мадрид–Барахас“ в Мадрид. От 172 пътници и екипаж на борда 154 загиват и 18 оцеляват, някои от които са изхвърлени извън останките и затова се спасяват. Сред жертвите е и български гражданин.
Окончателният доклад за инцидента е публикуван на 26 юли 2011 г. и сред установените причини са неправилна конфигурация за излитане (т.е. неразгъване на задкрилките и предкрилките, след поредица от грешки и пропуски), съчетано с липсата на предупреждение за това. Екипажът не разпознава индикациите за срив и след поредица от грешки доближава самолета до състояние на срив, защото не използва правилно контролните списъци за избор и проверка на позицията на задкрилките и предкрилките. Заключението е, че неадекватно управление на ресурсите на екипажа става причина отклоненията от процедурите и пропуските в подготовката на полета да доведат до катастрофата.
Това е единственият фатален инцидент за „Спанеър“‎ в 25-годишната история на компанията, 14-ият фатален инцидент и 24-тата загуба на корпус на самолет от серията „Макдонъл Дъглас MD-80“. Това е най-смъртоносният инцидент в Испания след катастрофата на полет 011 на „Авианка“ през 1983 г. Инцидентът допълнително влошава и без това лошата репутация на „Спанеър“ по това време и задълбочава финансовите затруднения на фирмата. Впоследствие „Спанеър“ преустановява дейността си на 27 януари 2012 г.